# Estelle Vincent
Pour les articles homonymes, voir Vincent.
Estelle Vincent est une actrice française, née le 5 septembre 1977 à Paris.
Elle a été révélée en 2005 par son interprétation de Djemila dans le film Une aventure.

## Filmographie

### Cinéma

#### Longs métrages
- 1994 : Joe et Marie de Tânia Stöcklin
- 1998 : Fait d'hiver de Robert Enrico
- 2000 : Le Secret de Virginie Wagon
- 2001 : Du côté des filles de Françoise Decaux-Thomelet
- 2001 : Les Rois mages de Bernard Campan et Didier Bourdon
- 2005 : Une aventure de Xavier Giannoli : Djemila
- 2009 : Facteur chance de Julien Seri : Luna

#### Court métrage
- 2011 : Bien au-delà de Julien Allary

### Télévision
- 1998 : Marc Eliot, épisode 4 Les Deux Frères de Josée Dayan
- 1998 : Marc Eliot, épisode 7 Bande de filles de Joyce Buñuel
- 1999 : Madame le Proviseur, épisode La Saison des bouffons de Jean-Marc Seban
- 1999 : Une femme neuve (téléfilm) de Didier Albert
- 1999 : Navarro, épisode Esclavage moderne : Dounia
- 2001 : Margaux Valence, épisodes Le Silence d'Alice et Le Secret d'Alice de Christophe Bertrand
- 2002 : Fabio Montale de José Pinheiro, épisode Chourmo (mini-série) : Naïma Hamoudi
- 2002 : La Vie dehors (téléfilm) de Jean-Pierre Vergne
- 2003 : Les Thibault (mini-série) de Jean-Daniel Verhaeghe
- 2003 : Joe Pollox et les mauvais esprits (téléfilm) de Jérôme Foulon
- 2003 : Le Bleu de l'océan (téléfilm) de Didier Albert
- 2004 : Ma meilleure amie (téléfilm) d'Elisabeth Rappeneau
- 2005 : L'Homme qui voulait passer à la télé (téléfilm) d'Amar Arhab et Pascal Légitimus
- 2005 : Diane, femme flic, épisode L'Ange déchu de Jean-Marc Seban
- 2009 : Entre mère et fille de Joëlle Goron
- 2009 :  Facteur chance de Julien Seri
- 2009 : Cartouche, le brigand magnifique d'Henri Helman
- 2010 : Marion Mazzano (6 fois 52 minutes) sur France 2
- 2012 : Un homme au pair (téléfilm) rôle de Samira
- 2012-2013 : Plus belle la vie (série télévisée), saison 9 : Lucie, fantôme et ange-gardien de Jean-François Leroux
- 2013 : La Croisière (série télévisée), saison 1, épisode 6 : Émilie Dumont
- 2014 : Le Lacombe, cochon en voie de disparition : Sixtine Lacombe
- 2015 : Alice Nevers : Le juge est une femme, saison 13, épisode 5, Les Liens du cœur : Jenny Peyrac
- 2019 : L'Archer noir de Christian Guérinel : adjudant Laura Rousset

## Livre audio
- La Tresse, lu par Lætitia Colombani, Rebecca Marder et Estelle Vincent, éditions Audiolib, 2017